# Girlfriend (The Darkness)
Girlfriend è un singolo del gruppo rock britannico The Darkness, pubblicato nel 2006 ed estratto dall'album One Way Ticket to Hell... And Back.

## Tracce
- Download digitale

1. Girlfriend - 2:33
2. Girlfriend (Richie Edwards Mix) - 5:32